# 罗日杰斯特文斯基环形山
罗日杰斯特文斯基环形山（Rozhdestvenskiy）是位于月球背面北极附近的一座古老大撞击坑，约形成于45.5-39.2亿年前的前酒海纪，其名称取自俄罗斯/苏联物理学家德米特里·谢尔盖耶维奇·罗日杰斯特文斯基（1876年-1940年），1970年被国际天文学联合会批准接受。

## 描述

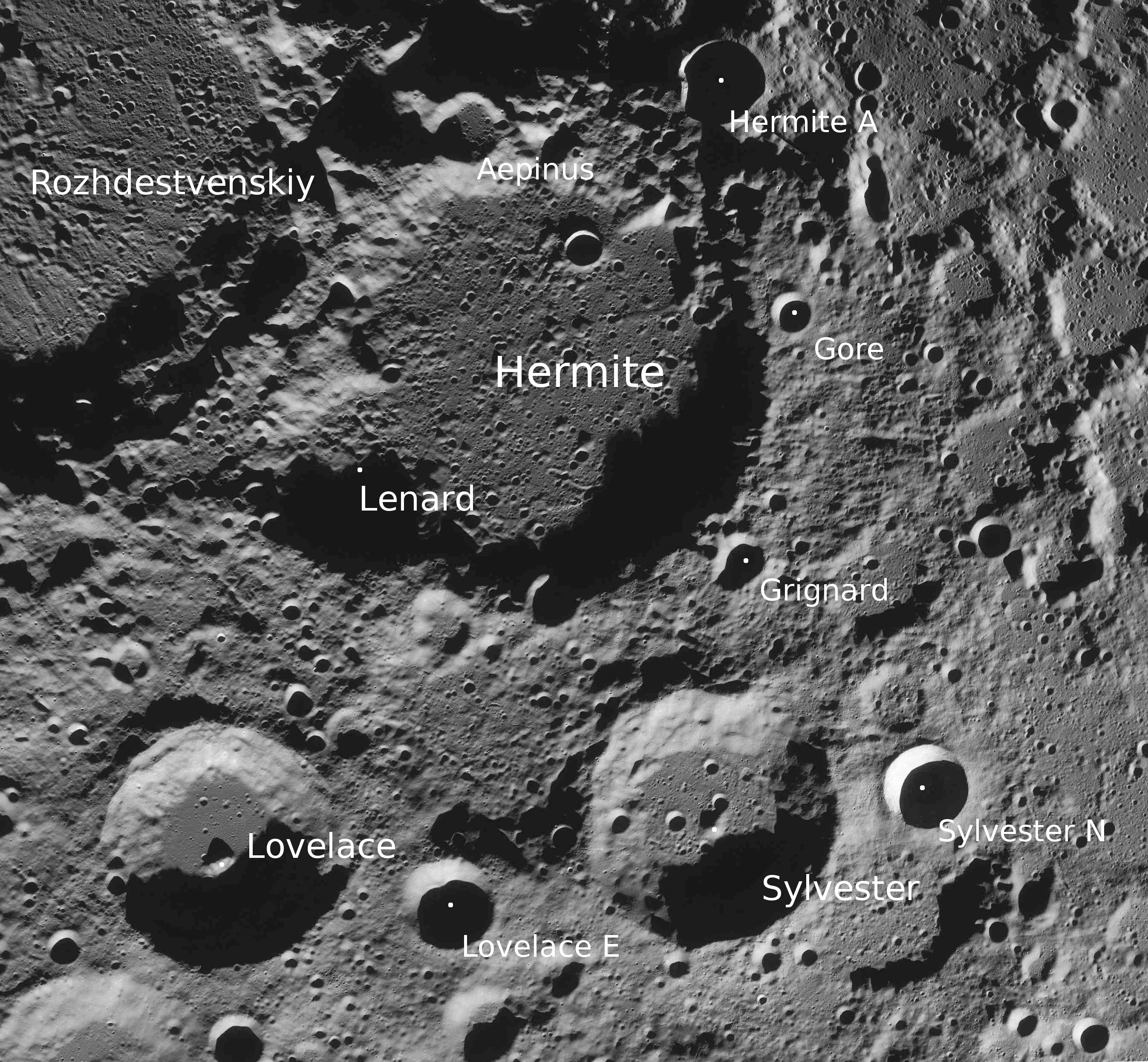
罗日杰斯特文斯基环形山的周边，月球勘测轨道飞行器拍摄。

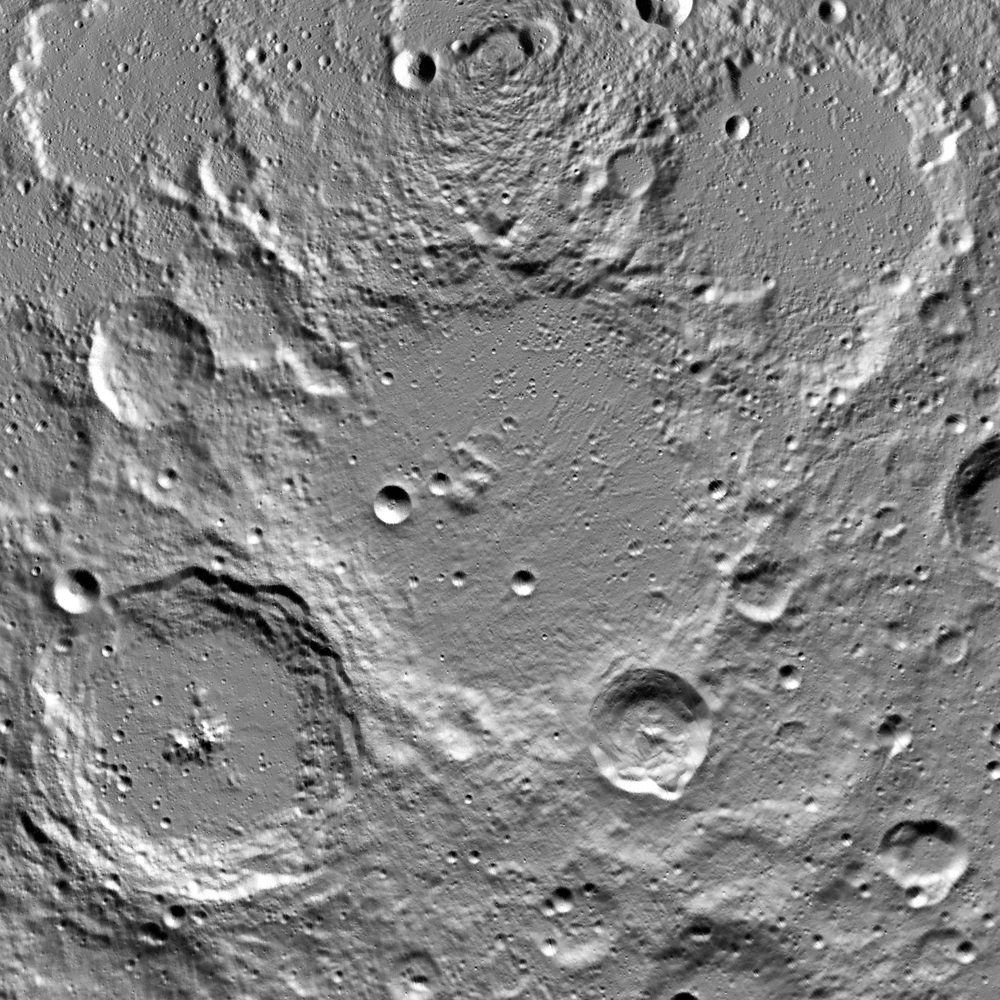
根据月球勘测轨道飞行器上高度计数据构建的图像

该陨坑距北极不到一座陨坑的距离，西侧靠近赫维西环形山、西北毗邻博施陨石坑，埃皮努斯陨石坑位于它的东北、东北偏东则坐落了更大的埃尔米特环形山，罗日杰斯特文斯基环形山的东面和东南分别矗立着莱纳德陨石坑和洛夫莱斯环形山，而普拉斯基特环形山部分覆盖在它的西南侧壁上。
该陨坑中心月面坐标为84°59′N 157°53′W / 84.99°N 157.89°W，直径181.2公里，深度5.02公里。
罗日杰斯特文斯基环形山是一座巨大的环壁平原型陨石坑，外侧壁已严重磨损和侵蚀。陨坑整体外观略呈多边形，环坑沿覆盖了大小不同的撞击坑，其中南侧壁上坐落了年轻的卫星坑罗日杰斯特文斯基 K，东南和西南侧分别重叠着罗日杰斯特文斯基 H和普拉斯基特环形山，而西北部则纵贯了一道由陨坑链构成的月谷。
坑内地表相对平坦，散布有一些更细小的撞击坑，中心点偏西矗立着一座中央峰，而它的西侧坑底上坐落了一对圆杯状的小陨坑，坑底南部还有一座醒目的小碗状坑。

## 卫星陨石坑
按惯例，最靠近罗日杰斯特文斯基环形山的卫星坑在月图上以字母标注在该坑中心点的旁边。
| 罗日杰斯特文斯基 | 纬度    | 经度     | 直径    |
| ---------------- | ------- | -------- | ------- |
| H                | 83.6° N | 131.0° W | 21 公里 |
| K                | 82.7° N | 144.6° W | 42 公里 |
| U                | 85.3° N | 151.9° E | 44 公里 |
| W                | 84.8° N | 137.2° E | 75 公里 |

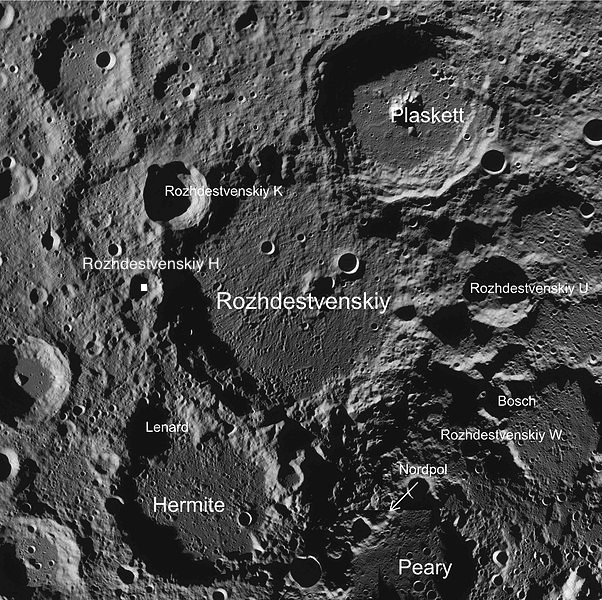
LAC-1 区域图

- 卫星坑罗日杰斯特文斯基 K约形成于爱拉托逊纪[1]；
- 卫星坑罗日杰斯特文斯基 W约形成于前酒海纪[1]。

## 另请参阅
- Wood, Chuck. . Lunar Photo of the Day. October 18, 2007  [2007-10-18]. （原始内容存档于2007年10月21日）.

- Andersson, L. E.; Whitaker, E. A. . NASA RP-1097. 1982.
- Blue, Jennifer. . USGS. July 25, 2007  [2014-12-05]. （原始内容存档于2019-09-22）.
- Bussey, B.; Spudis, P. . New York: Cambridge University Press. 2004. ISBN 978-0-521-81528-4.
- Cocks, Elijah E.; Cocks, Josiah C. . Tudor Publishers. 1995. ISBN 978-0-936389-27-1.
- McDowell, Jonathan. . Jonathan's Space Report. July 15, 2007  [2007-10-24]. （原始内容存档于2018-12-25）.
- Menzel, D. H.; Minnaert, M.; Levin, B.; Dollfus, A.; Bell, B. . Space Science Reviews. 1971, 12 (2): 136–186. Bibcode:1971SSRv...12..136M. doi:10.1007/BF00171763.
- Moore, Patrick. . Sterling Publishing Co. 2001. ISBN 978-0-304-35469-6.
- Price, Fred W. . Cambridge University Press. 1988. ISBN 978-0-521-33500-3.
- Rükl, Antonín. . Kalmbach Books. 1990. ISBN 978-0-913135-17-4.
- Webb, Rev. T. W.  6th revised. Dover. 1962. ISBN 978-0-486-20917-3.
- Whitaker, Ewen A. . Cambridge University Press. 1999. ISBN 978-0-521-62248-6.
- Wlasuk, Peter T. . Springer. 2000. ISBN 978-1-85233-193-1.